# Coupe du monde de cricket de 1975
Navigation
Coupe du monde 1979
La Coupe du monde de cricket de 1975, officiellement Prudential Cup, est la première édition de cette compétition. Elle se tient du 7 juin au 21 juin 1975, en Angleterre. Les 8 équipes engagées disputèrent un total de quinze matchs au format One-day International. La finale, qui se tient à Lord's, voit les Indes occidentales menées par Clive Lloyd battre l'Australie.

## Organisation

### Équipes participantes
| Membres de plein droit de l'ICC                                                    | Autres équipes                 |
| ---------------------------------------------------------------------------------- | ------------------------------ |
| - Angleterre - Australie - Inde - Indes occidentales - Nouvelle-Zélande - Pakistan | - Afrique de l'Est - Sri Lanka |

## Déroulement

### Premier tour
Pour le premier tour, les huit équipes participantes furent séparées en deux groupes de quatre équipes. Les deux premières équipes de chaque poule furent qualifiées pour les demi-finales de la compétition.
| Équipe                                                                | Pts | J | V | T | D | NR | RR   |
| --------------------------------------------------------------------- | --- | - | - | - | - | -- | ---- |
| Angleterre                                                            | 12  | 3 | 3 | 0 | 0 | 0  | 4.94 |
| Nouvelle-Zélande                                                      | 8   | 3 | 2 | 0 | 1 | 0  | 4.07 |
| Inde                                                                  | 4   | 3 | 1 | 0 | 2 | 0  | 3.24 |
| Afrique de l'Est                                                      | 0   | 3 | 0 | 0 | 3 | 0  | 1.90 |
| Légende : Points - Victoires - Ties - Défaites - No Result - Run Rate |     |   |   |   |   |    |      |

| Équipe                                                                | Pts | J | V | T | D | NR | RR   |
| --------------------------------------------------------------------- | --- | - | - | - | - | -- | ---- |
| Indes occidentales                                                    | 12  | 3 | 3 | 0 | 0 | 0  | 4.94 |
| Australie                                                             | 8   | 3 | 2 | 0 | 1 | 0  | 4.07 |
| Pakistan                                                              | 4   | 3 | 1 | 0 | 2 | 0  | 3.24 |
| Sri Lanka                                                             | 0   | 3 | 0 | 0 | 3 | 0  | 1.90 |
| Légende : Points - Victoires - Ties - Défaites - No Result - Run Rate |     |   |   |   |   |    |      |

### Tableau final
|  | Demi-finales                | Demi-finales                |                    |       | Finale                    | Finale                    |
|  | Demi-finales                | Demi-finales                |                    |       | Finale                    | Finale                    |
|  |                             |                             |                    |       |                           |                           |
|  | 18 juin - Headingley, Leeds | 18 juin - Headingley, Leeds |                    |       | 21 juin - Lord's, Londres | 21 juin - Lord's, Londres |
|  | 18 juin - Headingley, Leeds | 18 juin - Headingley, Leeds |                    |       | 21 juin - Lord's, Londres | 21 juin - Lord's, Londres |
|  | Angleterre                  | 92                          |                    |       | 21 juin - Lord's, Londres | 21 juin - Lord's, Londres |
|  | Angleterre                  | 92                          |                    |       | 21 juin - Lord's, Londres | 21 juin - Lord's, Londres |
|  | Australie                   | 94/6                        |                    |       | 21 juin - Lord's, Londres | 21 juin - Lord's, Londres |
|  | Australie                   | 94/6                        | Indes occidentales | 291/8 |                           |                           |
|  | 18 juin - The Oval, Londres |                             | Indes occidentales | 291/8 |                           |                           |
|  |                             | Australie                   | 274                |       |                           |                           |
|  | Nouvelle-Zélande            | Australie                   | 274                | 158   |                           |                           |
|  | Nouvelle-Zélande            |                             |                    | 158   |                           |                           |
|  | Indes occidentales          | 159/5                       |                    |       |                           |                           |
|  | Indes occidentales          | 159/5                       |                    |       |                           |                           |